# 盧象乾
盧象乾（1947年4月—），中国福建企业家，為已故中國科學院原院長盧嘉錫博士兒子。
盧象乾，1947年4月出生于福建省福州市，1978年畢業於福建師範大學，90年代開始創辦香港益力集團（包括建裕（中國）有限公司、信立（中國）有限公司及福建益力物業發展有限公司）並成為公司董事，1998年正式委任建懋國際有限公司(國銳地產有限公司前身，0108.HK)行政總裁，其後2007年委任主席。
同時為中國林大資源有限公司(0910.HK)之前獨立非執行董事、審核委員會委員和薪酬委員會委員。